# Wójtowa (skała)

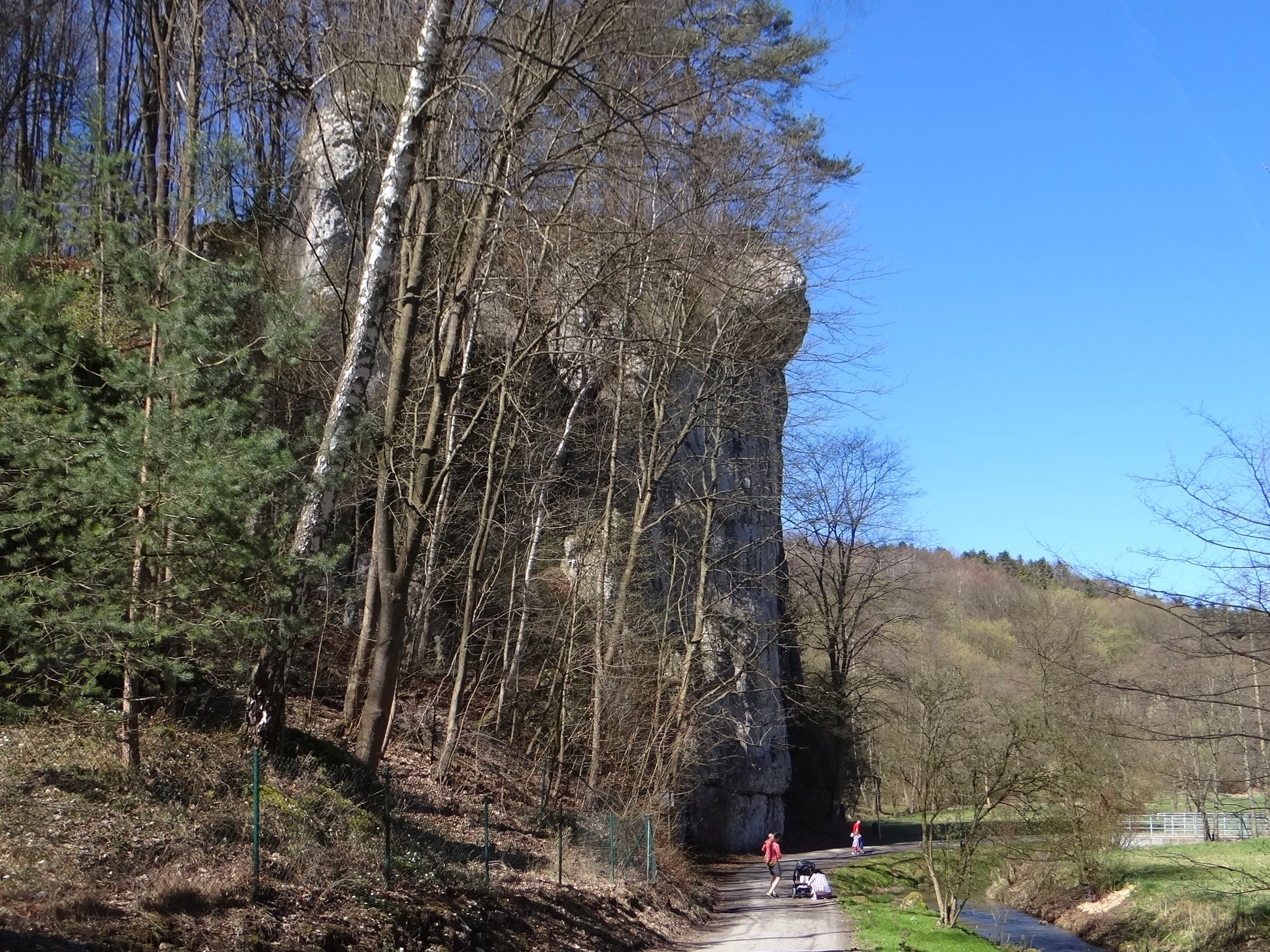
Wójtowa od południowej strony

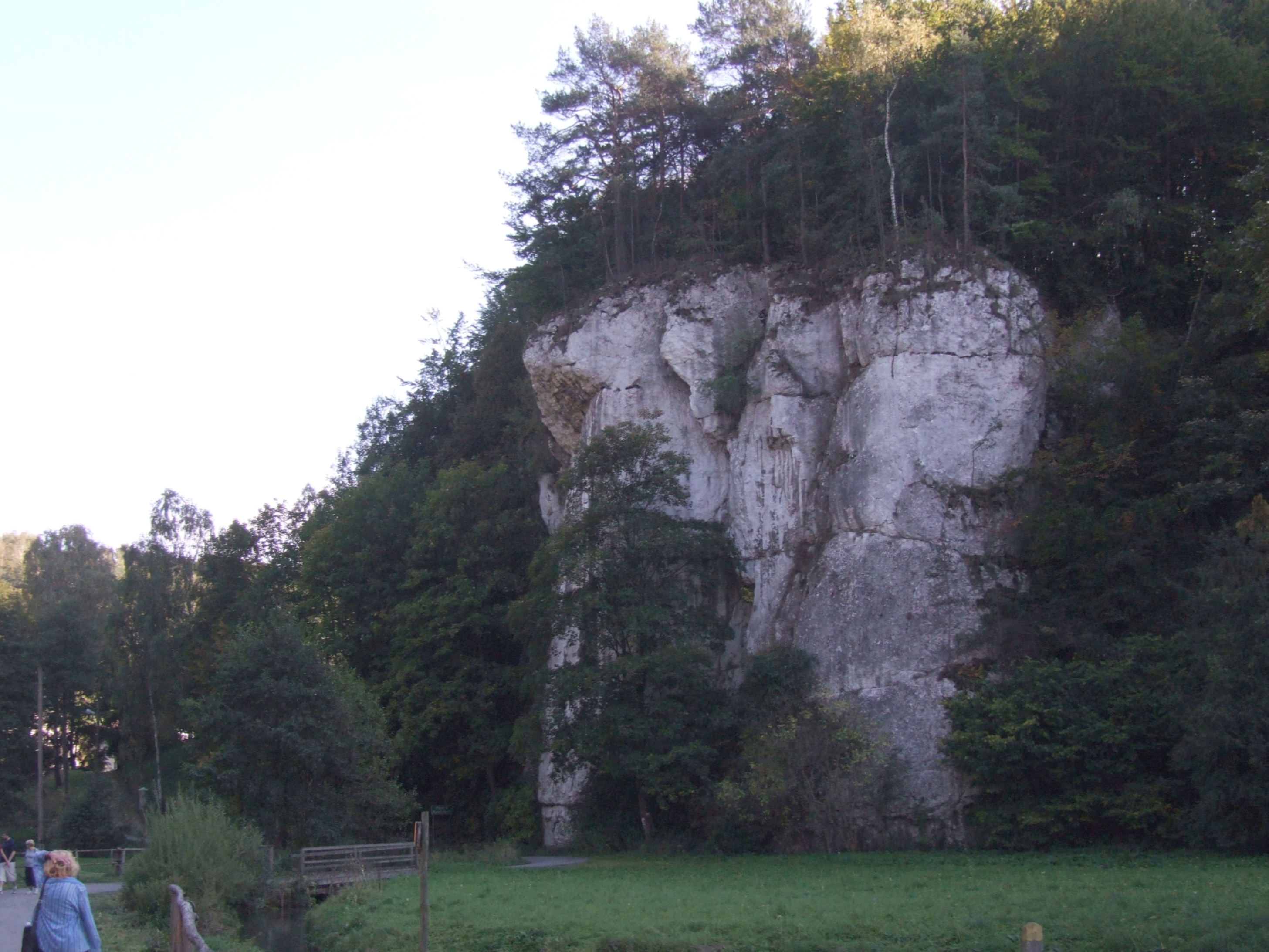
Wójtowa od północnej strony

Wójtowa – skała w prawych zboczach Doliny Prądnika w Ojcowskim Parku Narodowym, pomiędzy wąwozami Korytania i Stodoliska. Znajduje się przy drodze prowadzącej dnem tej doliny, nieco powyżej Domu Pomocy Społecznej braci Albertynów. Przy skale Wójtowej droga wiodąca dnem doliny przekracza mostkiem Prądnik i prowadzi w kierunku Ojcowa po jego lewej stronie. Powyżej i poniżej Wójtowej Dolina Prądnika tworzy rozszerzenie o płaskim dnie pokrytym łąkami, natomiast przy Wójtowej zwężenie w postaci bramy skalnej. Po prawej stronie doliny bramę tę tworzy Wójtowa, po lewej ukryta w lesie skała Zajęcza.
Wójtowa zbudowana jest z twardych wapieni skalistych z późnej jury. Prądnik w plejstocenie wyżłobił w skałach Wyżyny Olkuskiej dolinę o głębokości około 100 m. W miejscach, w których znajdowały się twardsze od innych wapienie skaliste powstawały zwężenia zwane bramami skalnymi. Wójtowa to wysoka skała opadająca na pobocze drogi pionową ścianą. W górnej części skały znajduje się duży, wysunięty nad drogą, kilkumetrowy okap. 
Obok Wójtowej biegną Doliną Prądnika dwa szlaki turystyczne. Szlak czerwony biegnie nadal doliną, żółty natomiast przy Wójtowej zmienia kierunek i poprzez porośnięte lasem prawe zbocza doliny prowadzi do miejscowości Biały Kościół.
W Wójtowej znajdują się trzy niewielkie schroniska. Badał je w 1907 r. prof. S.J. Czarnowski, nie znalazł jednak żadnego śladu pobytu ludzi prehistorycznych.

## Szlaki turystyczne
czerwony Szlak Orlich Gniazd, odcinek z Prądnika Korzkiewskiego Doliną Prądnika przez Ojców do Zamku w Pieskowej Skale
 żółty od Wójtowej Skały do Murowni w Białym Kościele